# The Defenders
The Defenders var en dansk beatgruppe, der blev dannet i foråret 1962 i København som en af de første danske beatgrupper. Gruppen bestod af Flemming Knud Sørensen (sang og guitar), Jens Henrik Dahl (guitar), Rudolph Alexander Hanius Hansen (bas) og Ken Gudman (trommer).
Gruppen vakte opsigt bl.a. som følge af sin humoristiske sceneoptræden og opnåede i midten af 1960'erne stor popularitet. Gruppen indspillede i starten sange på engelsk som de fleste andre af datidens pigtrådsbands, herunder sange som "Mashed Potatoes"/"Cadillac" (Sonet, 1965), og "Wolly Bully" (Sonet 1965). Gruppen udgav det R&B-inspirerede album The Defenders i 1965.
I slutningen af 1966 ændrede gruppen stil og forsøgte sig med en række udgivelser på dansk, herunder "Jeg har aldrig fået noget" (Sonet) og i 1967 medvirkede gruppen i Jeg er sgu min egen med sangen "En lille nisse". Senere samme år udgav gruppen albummet Looking at You, der dog blev en mindre succes. Ken Gudman forlod gruppen i 1967 og senere samme år forlod også Jens Henrik Dahl gruppen, hvorefter de to dannede Young Flowers sammen med Peter Ingemann. Flemming "Knud" Sørensen forlod også The Defenders i 1967, der i de følgende år blev videreført med skiftende besætninger, dog uden nogen større succes. 